# Sans-abri
 (janvier 2020).
 (décembre 2021).
- Si vous ne connaissez pas le sujet, laissez ce bandeau (vous pouvez alors contacter les auteurs).
- Si vous supprimez le contenu mis en cause (vous pouvez préalablement contacter les auteurs),

argumentez précisément cette suppression dans la page de discussion
(un manque de référence n'est pas un argument ; une recherche réelle de référence doit avoir été effectuée, être formellement documentée).

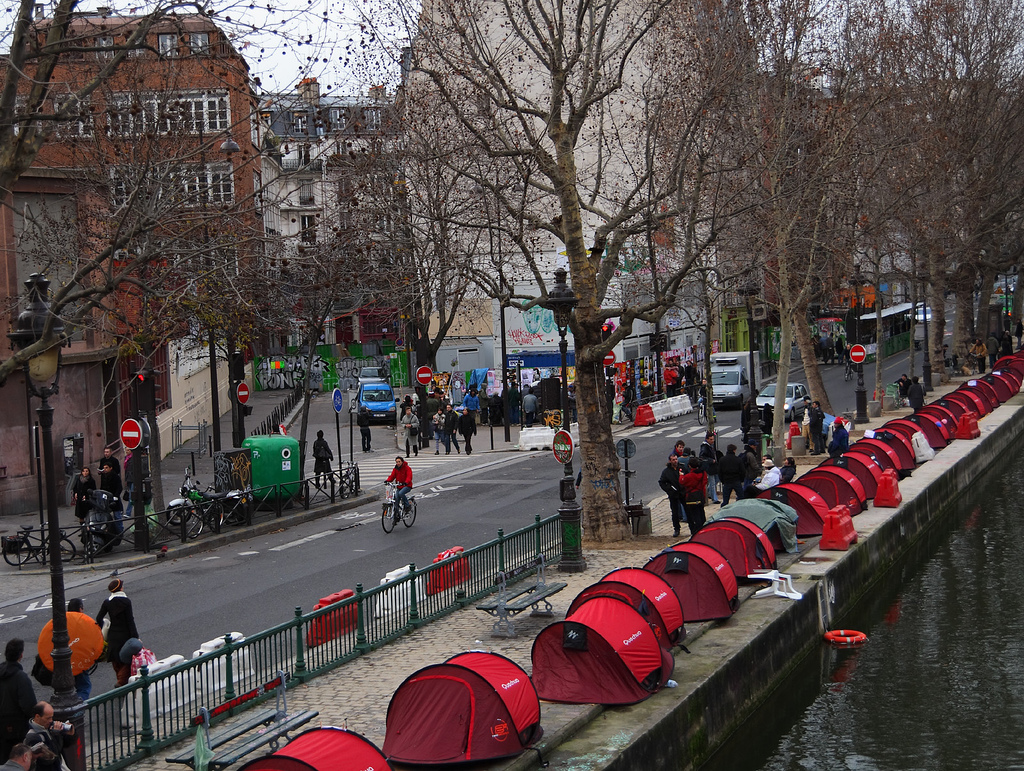
Tentes des Enfants de Don Quichotte au bord du canal Saint-Martin, Paris.

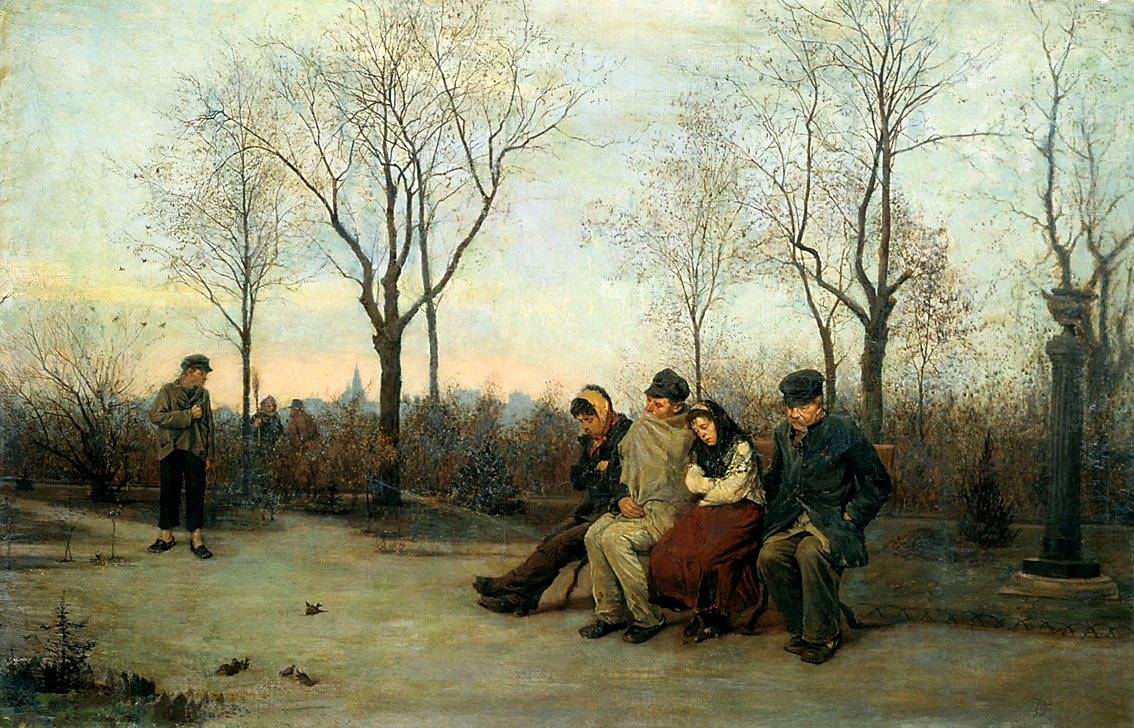
Nikolaï Skadovski. Sans-abri.

Les personnes sans-abri, itinérants, ou sans logis (sans logement) sont des personnes qui résident et dorment dans des lieux non prévus pour l'habitation tels que des caves, parkings (parcs de stationnement), refuges de fortune, voitures, entrepôts et bâtiments techniques, parties communes d'un immeuble d'habitation, chantiers, métro, gares, rues, terrains vagues, etc. et errent habituellement dans la rue ou l'espace public. Elles sont parfois temporairement hébergées dans des hébergements d'urgence, des foyers d'accueil. Elles sont aussi parmi les plus vulnérables « souvent confrontés à la pauvreté, à une moins bonne santé physique et mentale et à une durée de vie plus courte ». La part des hommes par rapport aux femmes varie considérablement selon les pays.
Selon l'OCDE (2024), la France, avec 307 personnes sans domicile fixe pour 100 000 habitants est le pays de l'OCDE le plus touché après l'Angleterre et loin devant la Finlande qui compte moins de 20 sans-abri pour 100 000 personnes. Selon la Fondation pour le Logement des défavorisés, le nombre de SDF y a doublé en 10 ans, avec selon Statista une forte hausse (+ 130 %) entre 2017 et 2022.

## Caractéristiques

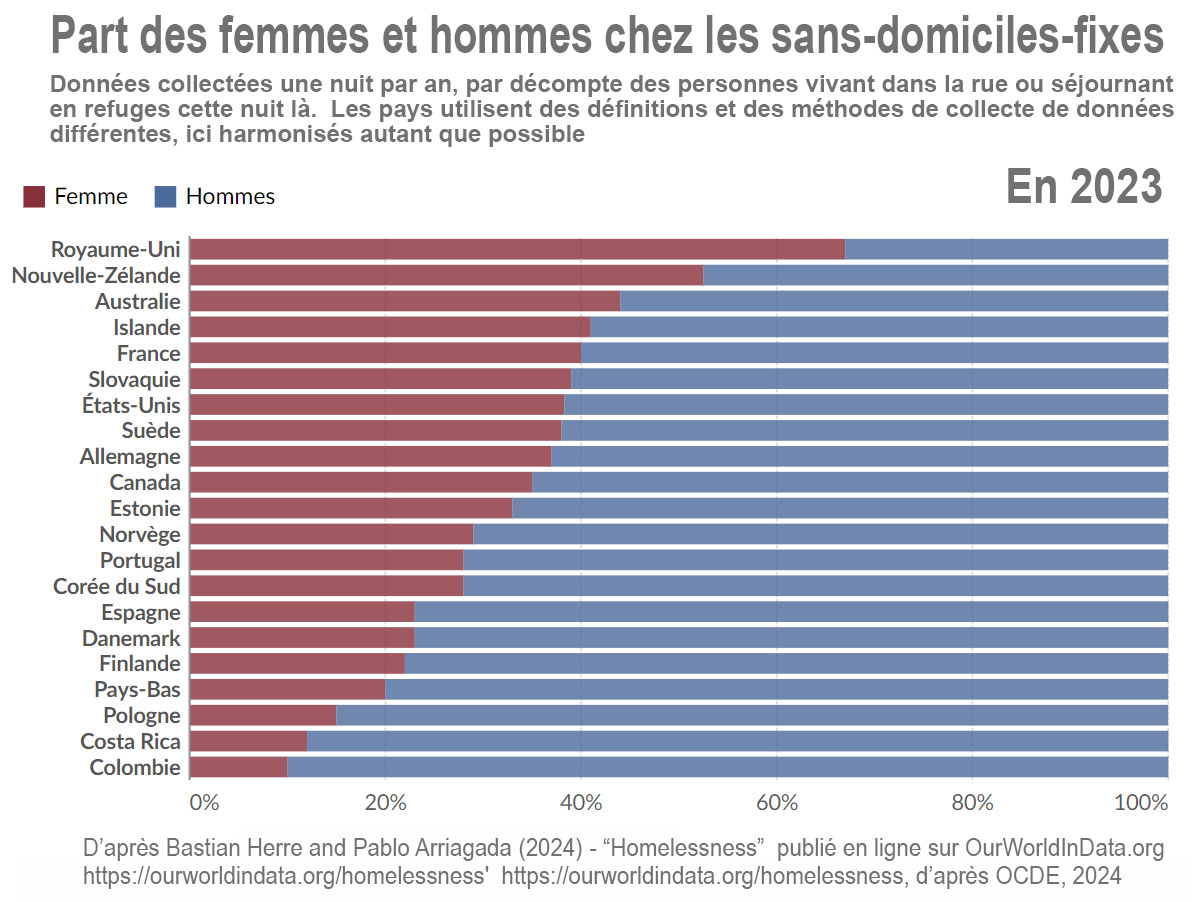
La proportion de femmes et d'hommes chez les sans-abri varie considérablement selon les pays.

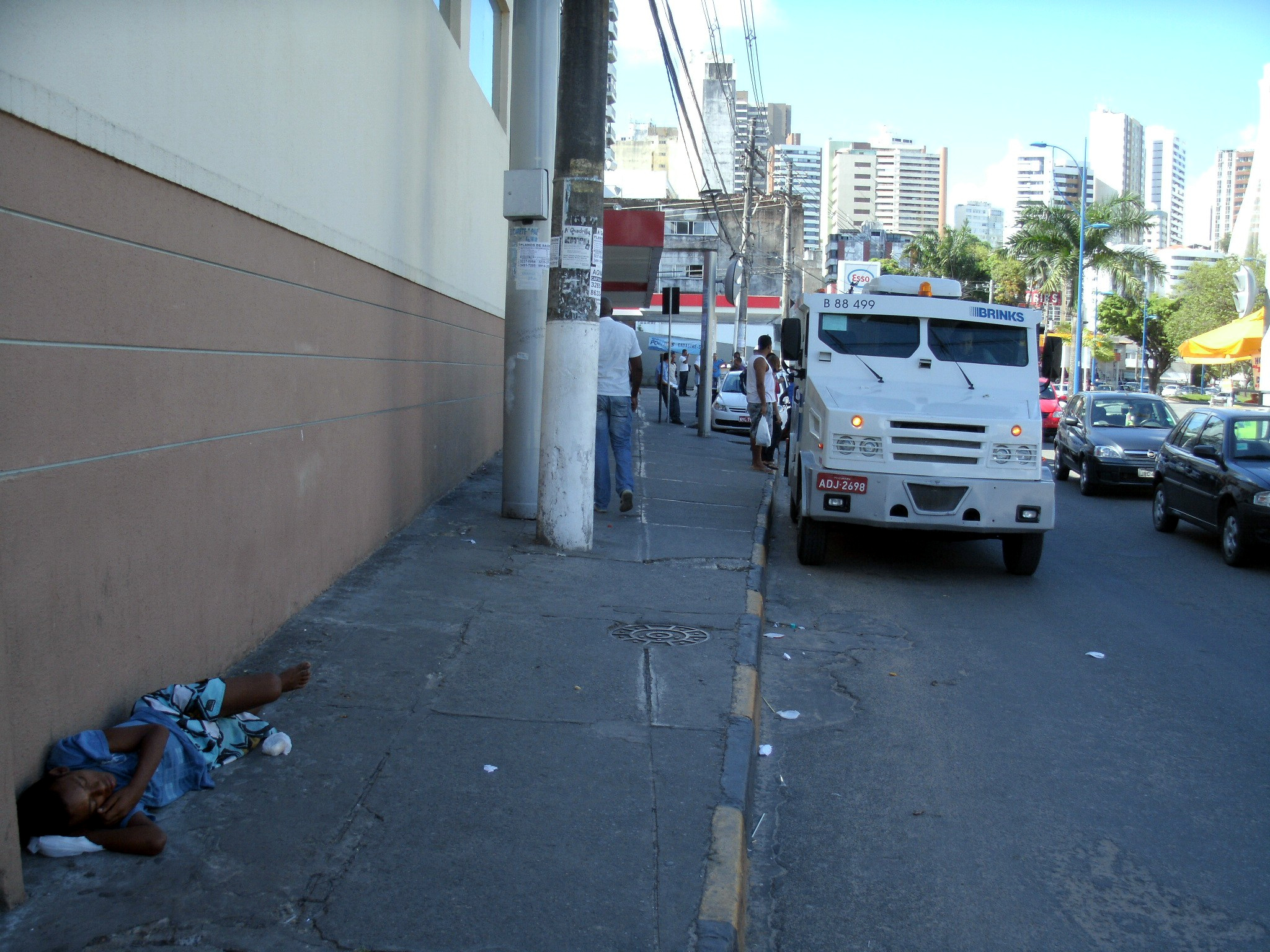
Enfant sans abri à Salvador de Bahia.

Dans une étude française de 2010, seulement 1,3 % des sans-abri avec lesquels les auteurs de l'étude ont discuté, soit 83 personnes, le sont par « choix personnel ».

### Santé

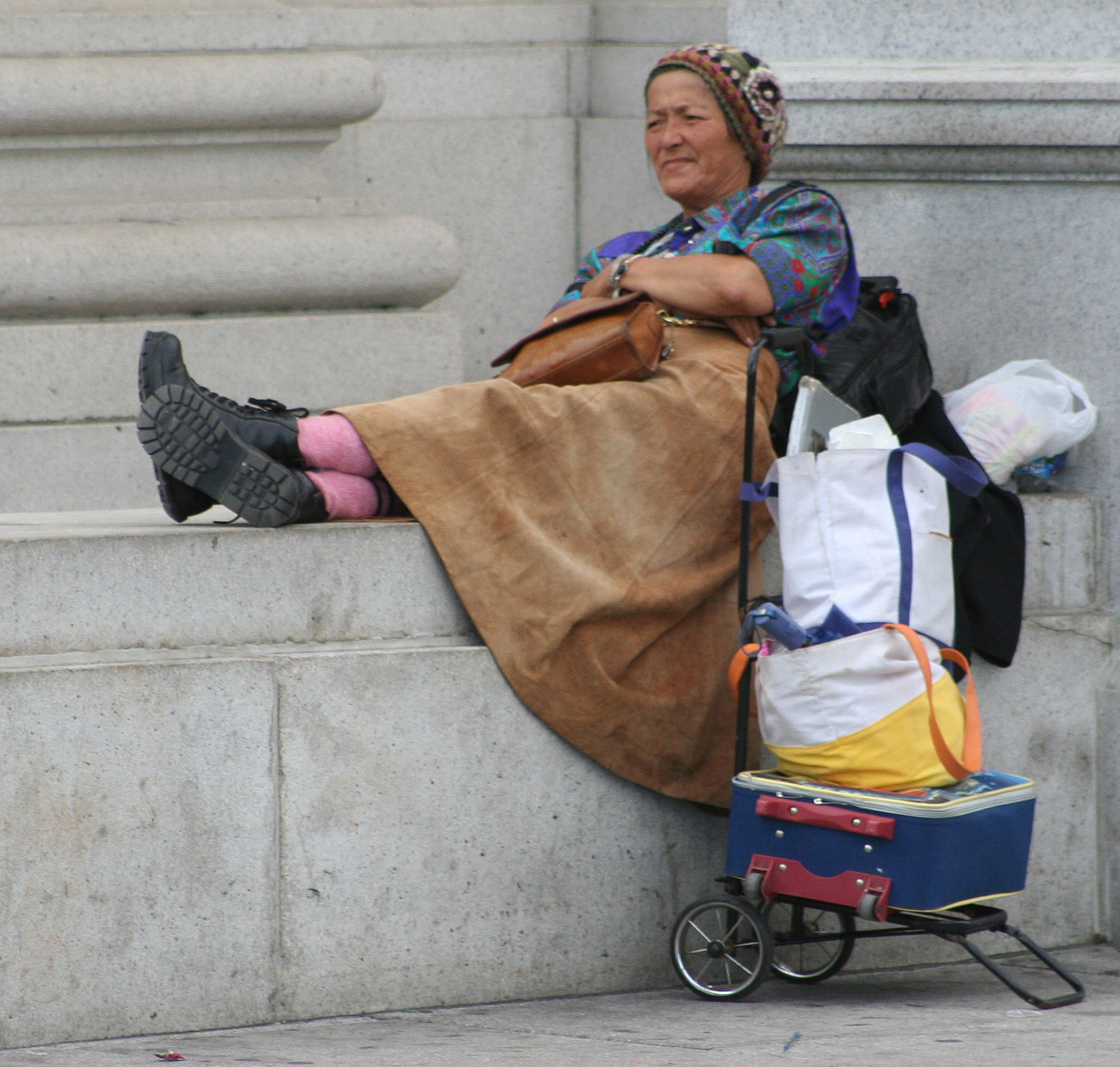
Une sans-abri à Washington.

Les sans-abri sont aussi parmi les plus vulnérables, exposés à de nombreux risques sanitaires ; ils sont « souvent confrontés à la pauvreté, à une moins bonne santé physique et mentale et à une durée de vie plus courte ».

En France, les « lits halte soins santé » sont des structures d'hébergement temporaires qui s'adressent aux personnes sans domicile fixe, sans distinction de trouble pathologique, quelle que soit leur situation administrative, et dont l'état de santé nécessite une prise en charge sanitaire (hors soins nécessitant une hospitalisation) et un accompagnement social. La durée de séjour prévisionnelle est fixée à moins de deux mois en accord avec l'avis médical. Les personnes sont prises en charge par une équipe pluridisciplinaire qui assure les soins en continu.
Le décret no 2006-556 du 17 mai 2006 fixe les conditions d'organisation et de fonctionnement des structures « lits halte soins santé » (LHSS).

### Hygiène

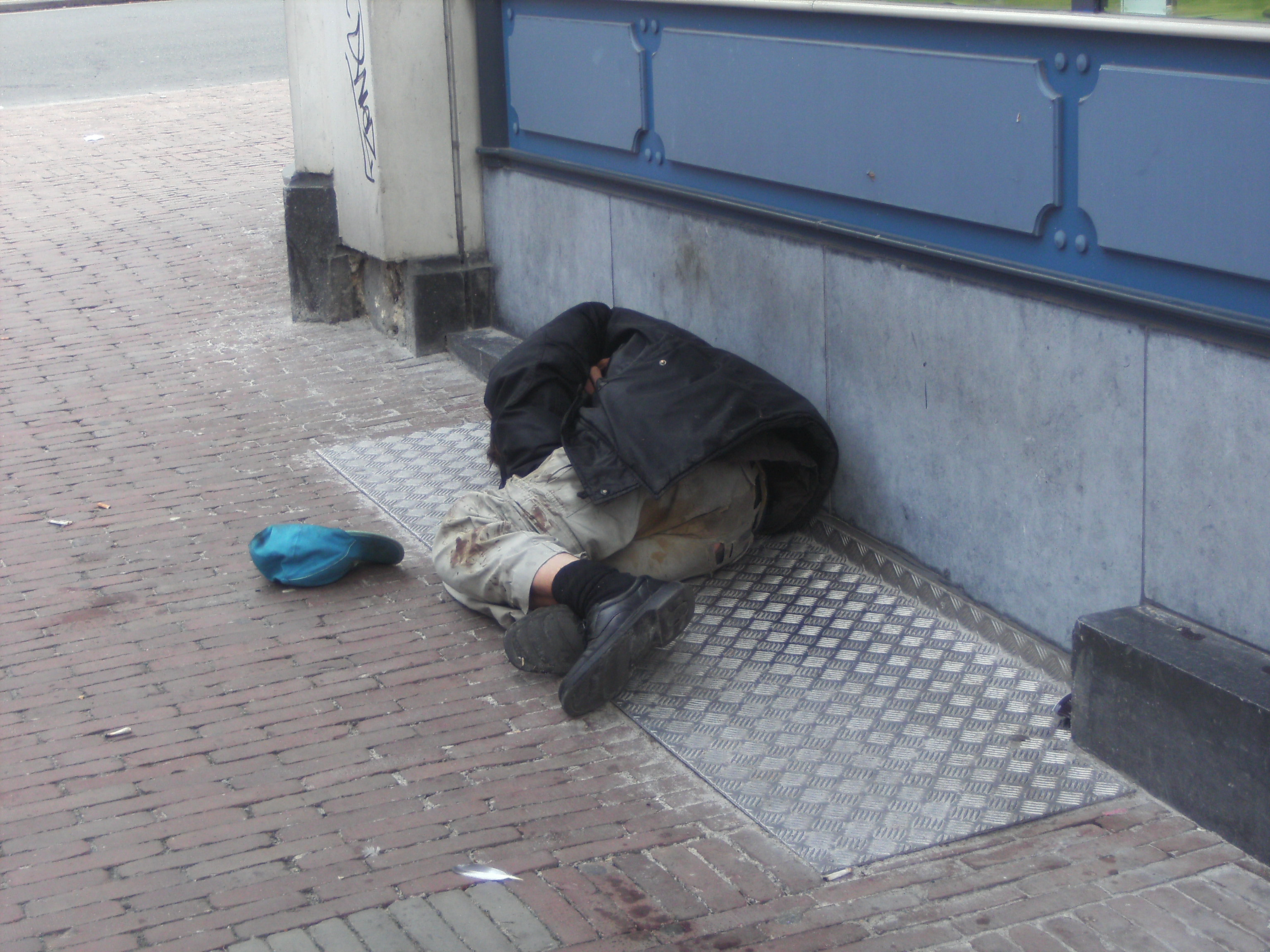
Sans-abri à Charleroi.

L'accès a l'hygiène varie selon les situations : certains utilisent des douches mises à disposition par des institutions ou des connaissances. Les personnes sans-abri ont la possibilité de laver leurs habits grâce à des machines à laver mises à leur disposition dans les centres d'hébergement. Ils peuvent se procurer des vêtements par l'intermédiaire d'œuvres caritatives qui achètent des vêtements sur leurs fonds propres ou des habits d'occasion ou neufs donnés par des particuliers, des associations ou des entreprises. L'habillement n'a plus de fonction sociale mais constitue le seul rempart contre les aléas climatiques. Les vêtements peuvent être la source de différents maux, s'ils ne sont pas lavés régulièrement. Certaines associations humanitaires sont spécialement destinées aux besoins entourant les femmes sans-abri, notamment en termes de menstruations ou de grossesse.

### Alimentation

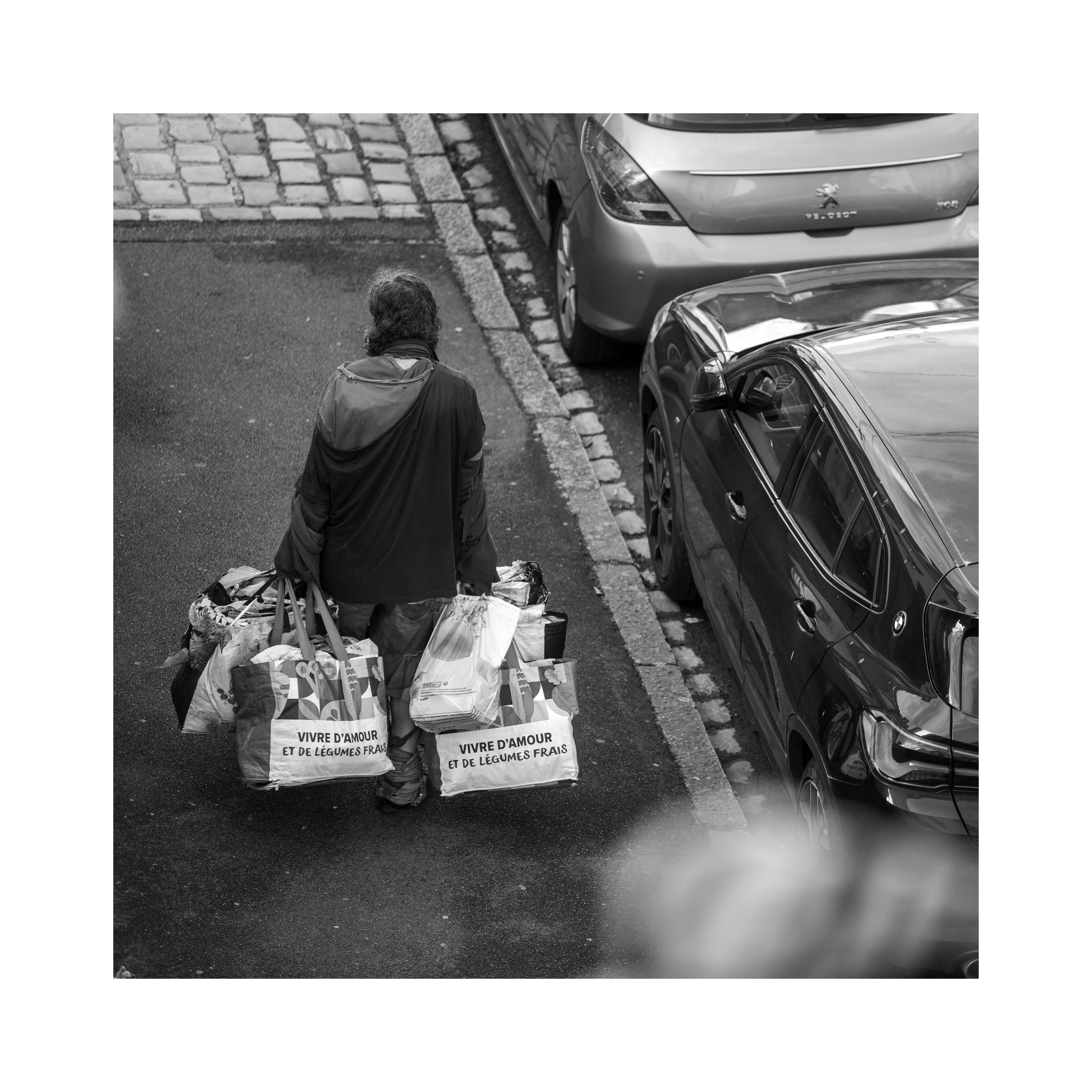
Sans domicile fixe dans une rue de Rennes.

Les sans-abri sont également confrontés à de nombreux problèmes liés à l'alimentation : aliments de mauvaise qualité, mal conservés, mal cuits ou trop cuits, avec des dates de péremption dépassées…

### Relations humaines

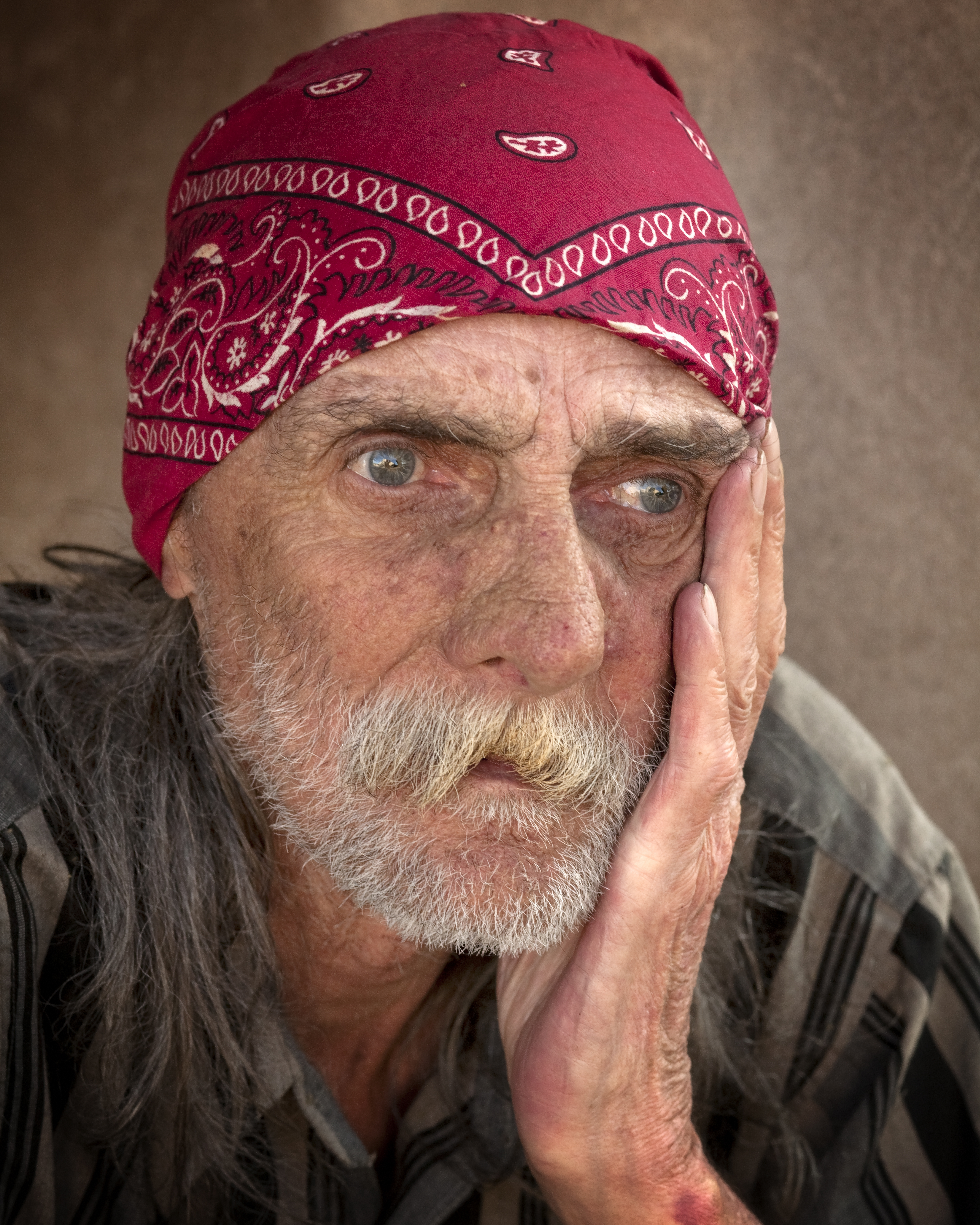
Portrait d'un sans-abri.

Emmaüs Solidarité, à la suite de l'association mère Emmaüs initiatrice dès 1999, a continué un service mobile, dénommé la maraude, pour aller à la rencontre de cette humanité précaire sans-logis. Ce que les bénéficiaires isolés de la maraude craignaient par-dessus tout en 2006, n'était point le froid, les intempéries ou la faim, mais la violence gratuite d'agresseurs inconnus d'eux.
Depuis 2010, aux côtés des associations nationales, on voit l'émergence dans toutes les grandes villes de collectifs et d'associations « néo-citoyennes » qui vont au-devant des sans-abri, des SDF et des exclus les plus isolés dans une démarche plus « amicale que professionnelle » afin de leur proposer un repas et des denrées (conserves), des vêtements et des produits d'hygiène collectées auprès de particuliers et d'entreprises et surtout un peu de ce contact « ordinaire » entre citoyens qui leur fait trop souvent défaut.

### Alcoolisme
L'alcool est très présent dans la vie à la rue, il donne l'illusion d'aider à surmonter les difficultés (froid, dépression, solitude…). L'alcoolisé ne perçoit pas la sensation de froid, son corps se refroidit pourtant, pouvant le mener à la mort. L'alcool est à long terme un compagnon souvent trop fidèle, dont on ne peut plus se débarrasser : la dépendance à l'alcool peut être forte.
Les sans-abri alcooliques sont parfois désignés sous le terme « robineux ».

### Mortalité en France

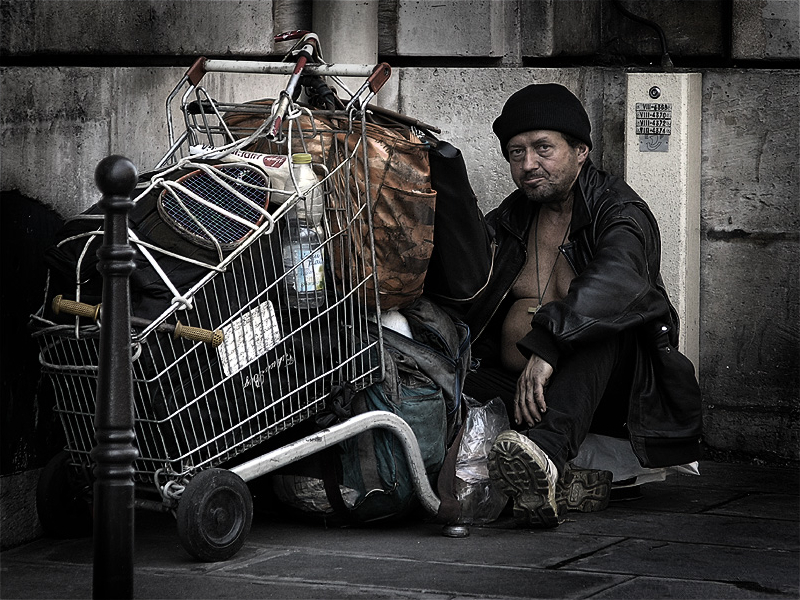
Un SDF dans les rues de Paris, en 2005.

Selon le Collectif Les Morts de la Rue, l'espérance de vie d'un SDF en France se situe entre 40 et 50 ans. Contrairement à une idée reçue renforcée par les médias chaque hiver, des SDF meurent tout au long de l'année, et davantage que le froid ou le chaud, de solitude, de faim, d'assassinats, d'accidents ou de suicides.
L'exhaustivité de la base du CMDR en 2008-2010, d'après les analyses préliminaires de l'Inserm-CépiDc, serait de l'ordre de 20 %. Près de la moitié des décès ont été signalés par des associations, notamment des associations d'accompagnement des morts de la rue pour les décès survenus en province. Les sources de signalement sont différentes entre Île-de-France (IDF) et province : en IDF, les partenaires institutionnels et les hôpitaux ont signalé respectivement 48 % et 13 % des décès ; en province, les médias ont signalé 43 % des décès contre 11 % en IDF.
L'étude Dénombrer et décrire la mortalité des personnes sans chez soi, ou « SDF » se poursuit depuis 2012 chaque année.
Stéphane Rullac propose une lecture anthropologique et critique, pour permettre de comprendre pourquoi nos sociétés acceptent que des SDF vivent et meurent dans la rue. Selon lui, ce traitement contribue au fonctionnement de nos sociétés, en remplissant un rôle de punition sociale pour des personnes considérées comme déviantes, par rapport aux normes sociales, notamment celle du mérite individuel.

### Emploi et exclusion sociale
On voit souvent les personnes sans domicile fixe comme des personnes désocialisées, totalement exclues de la société. Or, on s'est aperçu au début des années 2000 que c'était loin d'être le cas général.
Une étude faite en 2004 par l'Insee a montré qu'en France :
- trois SDF sur dix ont un emploi, en général précaire (contrat à durée déterminée, intérim) ; c'est généralement pour eux le coût du logement et l'insuffisance des logements sociaux qui les maintiennent à la rue ;
- quatre SDF sur dix sont inscrits à Pôle emploi, et sont donc dans une dynamique de recherche d'emploi.

S'il n'y a pas double appartenance à ces deux catégories (conservation de l'inscription au Pôle Emploi en même temps que le bénéfice d'un emploi précaire), alors seuls 30 % des SDF en France sont réellement « désocialisés ».
Le mot « désocialisé » implique de ne plus être à même de vivre comme tout le monde et de ne plus pouvoir faire le cas échéant les démarches pour cela. Certains SDF ne sont pas inscrits au Pôle Emploi et ne cherchent pas d'embauche, non pas par désir de marginalité, mais parce qu'ils considèrent qu'on ne peut pas travailler lorsqu'on n'a pas de logement.
Par ailleurs, la crise du logement et le prix élevé de l'immobilier (en particulier en région parisienne) n'est que l'une des causes expliquant le phénomène des sans-abri. En effet, l'accès au logement, même pour celui qui peut payer, est restreint de nombreuses façons (nécessité d'avoir un garant, de pouvoir démontrer l'existence d'un salaire élevé et assuré, en général fondé sur un CDI, nécessité d'avoir des papiers, etc.). Ces contraintes demeurent considérables, au-delà du coût du logement en lui-même.
Le Principe 15 des Principes de Jogjakarta aussi aborde les facteurs d'être sans domicile fixe en insistant sur la nécessité de « mettre en place des programmes sociaux, y compris des programmes de soutien, pour aborder les facteurs liés à l'orientation sexuelle et l'identité de genre qui augmentent la vulnérabilité à se retrouver sans logis, particulièrement pour les enfants et les jeunes, notamment des facteurs tels que l'exclusion sociale, la violence domestique ou de toute autre forme, la discrimination, le manque d'indépendance financière et le rejet par la famille ou la communauté culturelle, et également promouvoir des plans de soutien et de sécurité au niveau des quartiers ».

### Facteurs de risques
Une étude effectuée en Ontario montre que le fait d'être autochtones est un facteur de risque de l'itinérance. Certaines situations augmentent les chances de vivre dans la rue : des recherches d'emplois qui n'aboutissent pas ; un faible salaire qui ne permet pas de se loger ; une crise du logement ; des difficultés familiales incluant des sévices et des violences ; des dépendances aux drogues ; l'alcoolisme ; des maladies mentales ou physiques, comme un trouble du spectre de la schizophrénie non médicamentée ; une sortie de prison ; une migration dans un pays.
Une autre étude effectuée au Canada, dans la région de Montréal, montre que les expériences affectives négatives, et les lacunes des services sociaux sont aussi des éléments qui peuvent mener une personne à la rue. On rapporte que 39 % des itinérants étudiés étaient atteint d'une maladie mentale. La désinstitutionnalisation des hôpitaux psychiatriques, due au manque de ressources alternatives est un facteur de risque élevé chez les personnes ayant un trouble mental.
Aux États-Unis, entre 20 et 40 % des personnes sans-abri sont lesbiennes, gays, bisexuels et transgenres, intersexe ou queer, ce qui semble indiquer que les difficultés rencontrées par ces personnes sont un facteur de risque.
Les mauvaises relations familiales pendant la jeunesse sont un facteur de risque. En effet, les personnes ayant vécu un rejet, un abandon sont plus à risque de devenir itinérant. Cela s'explique par le fait que la rue est devenue à leurs yeux une source d'autonomie, une possibilité d'appartenir à un nouveau groupe social. La négligence parentale à la maison est un risque, comme les abus physiques, les abus psychologiques, les abus verbaux et les abus sexuels.
Après 50 ans, la famille n'est moins un facteur de risque. C'est plutôt la perte d'un emploi ou l'incertitude financière. 
Des évènements stressants peuvent être un risque. Par exemple, un deuil, de la violence conjugale, un divorce problématique des parents ou toutes formes d'abus.

### Grands exclus

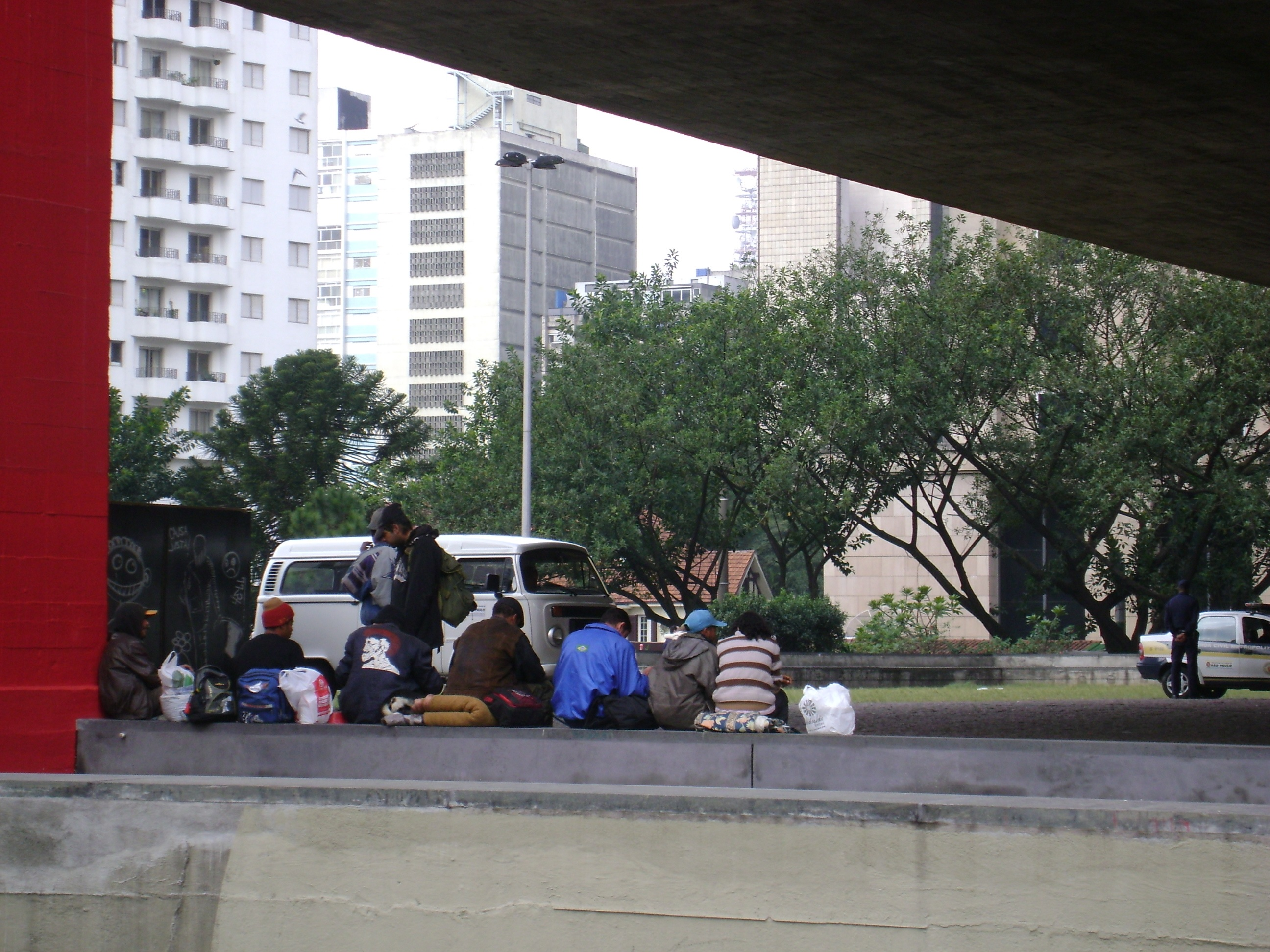
Sans-abri à São Paulo, Brésil.

Le phénomène des « grands exclus » est un phénomène social complexe à gérer. Il ne s'agit pas uniquement de pauvreté, mais surtout d'une désocialisation, d'une perte du lien social. En effet, une personne pauvre a en général des amis, de la famille qui peut l'héberger ; si la personne se retrouve dans la rue, c'est qu'elle a coupé ses liens avec ses amis et sa famille, ou l'inverse, ce qui arrive le plus souvent. Cela peut être en raison d'un déracinement (personne née à l'étranger ou ayant longtemps vécu à l'étranger, qu'elle soit de nationalité étrangère ou non), de problèmes psychiatriques, d'un drame familial, d'un rejet de la part de l'entourage, d'une rupture voulue en raison de sévices subis. Dans un ouvrage récent, L. Thelen, chercheur belge ayant travaillé avec des acteurs institutionnels et des ONG d'aide aux personnes sans logis ainsi qu'« en tant que » sans domicile fixe lui-même, cela en Belgique, en France et au Portugal, met en exergue la violence extrême qu'exerce l'environnement de la rue sur ses usagers principaux. Afin de survivre à ce milieu destructeur, ces derniers sont contraints de se soumettre à toute une série d'adaptations qui, à leur tour, vont encore renforcer la dépendance de l'individu vis-à-vis dudit milieu. Ce véritable cercle vicieux va mener le sans-abri à ce que l'auteur nomme « l'exil de soi », processus de désocialisation à ce point poussé que celui qui en est victime se trouve graduellement dépourvu de tout support social.
En sus d'apporter un certain nombre d'évidences montrant que le « sans-abrisme » peut conduire aux mêmes extrémités dans des milieux socioculturels très différenciés, cet ouvrage met également en lumière le fait que certaines institutions d'aide sociale, en ne prenant pas suffisamment en compte les contraintes environnementales auxquelles sont soumises les personnes souffrant d'extrême exclusion, participent au renforcement du processus d'exil de soi.
En effet, les personnes sans domicile fixe sont souvent réticentes à dormir dans les foyers : ceux-ci ne présentent pas de garanties de sécurité (notamment en ce qui concerne les vols), ils n'acceptent en général pas ceux qui ont des chiens, ni les couples de SDF.
Les chiens, outre le fait d'être des compagnons fidèles qui ne jugent pas, constituent également un moyen de défense contre l'agression, et empêchent de se faire arrêter par la police ou la gendarmerie lorsque celle-ci ne dispose pas d'un chenil.

## Par pays
L'OCDE rappelle en 2024 que les modalités statistiques varient selon les pays et les époques, et peuvent « manquer les personnes qui ne sont que brièvement sans abri, qui restent chez des amis, qui vivent dans leur voiture ou qui ne cherchent pas de soutien formel ».

### Égypte
(août 2021).
La situation de sans-abris en Égypte est un problème social important qui touche quelque 12 millions de personnes dans le pays. Le pays compte plus de 1 200 zones désignées pour les habitations irrégulières qui ne sont pas conformes aux lois de construction standard, permettant aux sans-abri de se construire des cabanes et d'autres abris.
Il semble qu'en Égypte, un sans-abris soit défini comme incluant celle vivant dans des logements marginaux,.

### France

#### Dénomination de SDF
Ils étaient anciennement qualifiés de clochards ou vagabonds, à ne pas confondre avec les mendiants.
Le sigle SDF apparaît déjà en 1897 comme l'atteste l'écrou du sieur Smet avec la graphie s.d.f.. Mais au cours du XIXe siècle, il semblerait que le terme de vagabond était plus utilisé, on parlait aussi de cheminot, ou chemineau (qui parcourt les chemins). En 1812, Jean Richepin parlait par exemple dans ses textes de l'odyssée du vagabond.

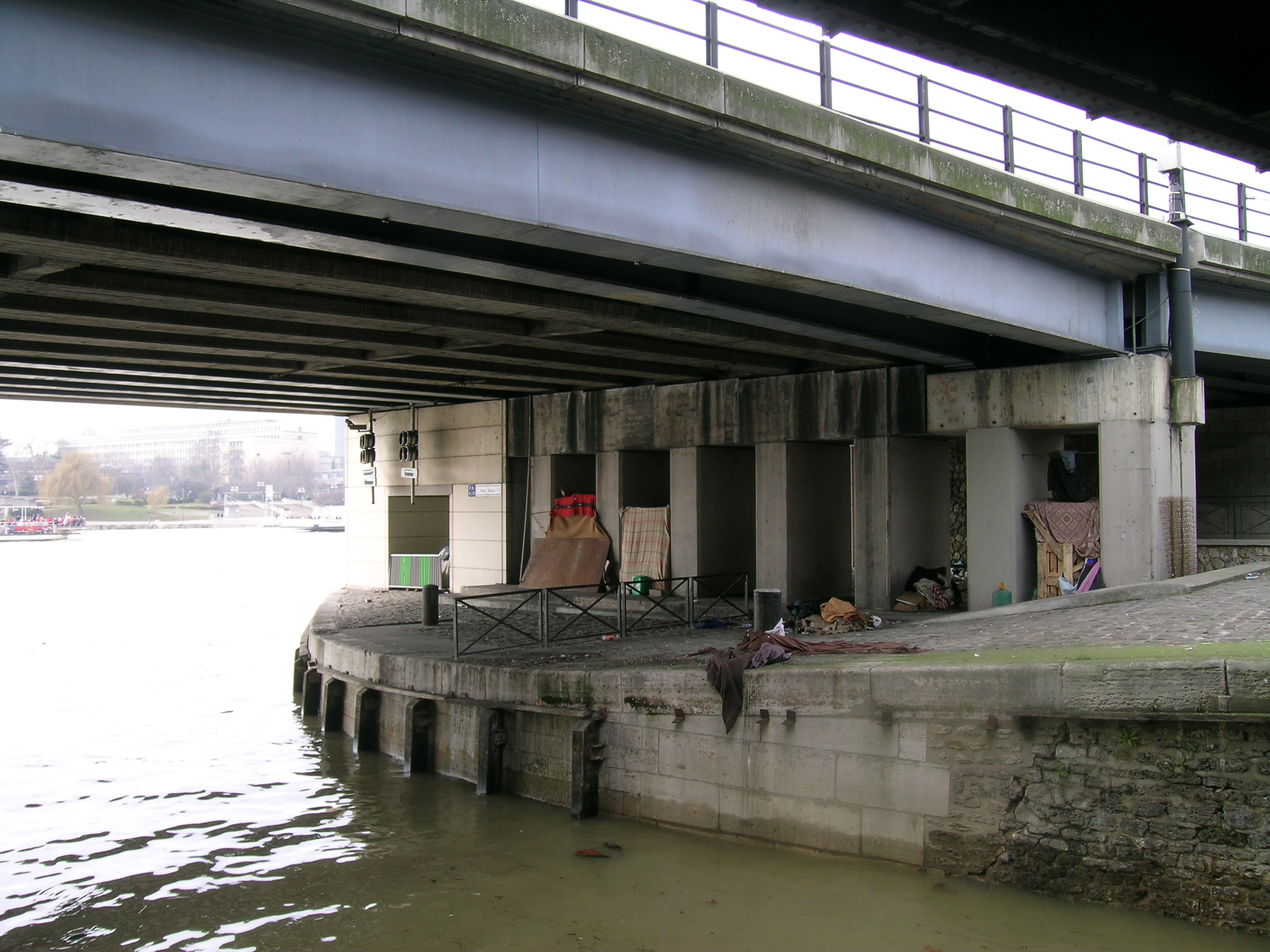
Habitats de sans-abri sous un pont de Paris (pont Morland).

#### Statistiques sociales
Selon l'Insee, il y aurait environ 130 000 sans-abri en France en 2011. En 2017, ils sont 143 000 toujours selon l'INSEE, une progression de 50% en 10 ans selon la Fondation Abbé-Pierre. En 2019, ils sont près de 200 000. Ils sont difficiles à dénombrer, car les sans-papiers et les invisibles sont compliqués à répertorier. 17 % d'entre eux sont des femmes, et 20 % ont moins de 25 ans. Parmi les SDF âgés de 16 à 18 ans, la proportion de femmes atteint 70 %[réf. nécessaire].
Juridiquement, une personne n'ayant pas de domicile fixe n'est pas forcément un « clochard » ou un « sans-abri », mais quelqu'un qui doit se doter d'un livret ou carnet de circulation. À noter que toute personne de nationalité française, même non locataire ni propriétaire (par ex. un squatter) a le droit d'obtenir une carte d'identité.
Depuis 1983, en France, le sigle « SDF » remplace la notion de vagabond, ou chemineau (celui qui « fait le chemin »), si présent dans la vie du XIXe siècle. Les sans-abri sont souvent dits « en situation d'exclusion sociale », bien que ce terme prête à débat : beaucoup de sans-abri travaillent (CDD ou intérim) et peuvent donc difficilement être qualifiés de « marginaux ». Le sigle vient de la terminologie policière : c'était une mention notée dans les formulaires en lieu et place de l'adresse de la personne contrôlée. À l'origine il pouvait aussi s'agir d'une personne habitant « chez des amis » ou en transit.
Jugés indésirables par la société, les SDF sont chassés par du mobilier urbain anti-SDF installé par des mairies mais aussi des entreprises ou des particuliers, des arrêtés municipaux contre la mendicité, ou des coupures sur les points d'eau publics. La Fondation Abbé-Pierre dénonce « la manière dont notre société considère la question des personnes qui n'ont rien, des personnes sans-abri (…) On cherche à les repousser plus loin, à les rendre invisibles mais ça n'apporte aucune réponse aux personnes en difficulté », preuve selon elle de l'échec de la politique française et appelle à la création de logements vraiment sociaux, au moins 150 000 par an.
En 2018, 566 personnes sans domicile ont été recensées mortes dans la rue en France. Un chiffre en augmentation par rapport aux années précédentes. Le nombre réel de victimes se situerait autour de 3 000.
L'ONU considère en 2019 la France « coupable de violations du droit au logement ». Pour la rapporteure spéciale de l'ONU sur le droit au logement : « La France est bien placée pour parvenir à remplir ses obligations en matière de droits de l'homme. C'est un pays riche, le sans-abrisme et le nombre de morts sans-abri ne sont pas acceptables, vu les ressources disponibles ».
Le 5 décembre 2022, la maire écologiste de Strasbourg, Jeanne Barseghian, annonce attaquer en justice l'État pour "défaillance" à mettre à l'abri les personnes à la rue notamment les migrants.

### États-Unis
Le phénomène des sans domicile fixe aux États-Unis est un peu différent de celui rencontré en Europe.
On y distingue les homeless, SDF économiques et sédentaires, qui représentent suivant les sources environ trois millions de personnes dans les années 2000 ou un million de personnes dans les années 2020, et les hobos, travailleurs se déplaçant de ville en ville. Les hobos font partie de la culture américaine, entourés d'un certain romantisme dans l'appréciation qui est faite de ces itinérants. Aujourd'hui encore, certaines personnes choisissent de vivre en hobo, comme avant eux John Steinbeck, Jack London, George Orwell, Seal ou encore Robert Mitchum.
Les politiques publiques d'aide aux sans-abri ont beaucoup évolué dans les 150 dernières années : les « skid rows », désignant un ensemble disparate de logements, allant de quartiers légaux traversés par de nombreuses pratiques interlopes, à des ensembles de bidonvilles, ont laissé place à une prise en charge plus individualisée des personnes au sein de refuges ou parfois de « single room occupancy hotels (SROs) » financés par une multitude d'acteurs publics ou privés. Beaucoup de villes américaines tendent à criminaliser les sans-abri, qui alors n'ont plus le droit de dormir voire de s'asseoir dans les lieux publics, et encore moins mendier, uriner ; et de nombreux autres délits ont été conçus pour les repousser ailleurs.
Les statistiques américaines montrent que le risque d'être pauvre varie selon la couleur de peau, expliquant l'aspect racial du sans-abrisme : 4 Asiatiques pour 100 000 ou 12 Blancs pour 100 000 sont sans-abri, contre 55 pour 100 000 parmi les Noirs, 67 pour 100 000 parmi les Américains natifs et 160 pour 100000 parmi les Îliens du Pacifique.
Et le nombre de sans-abri croît : en 2017, un nombre record de 55 000 était atteint à Los Angeles et touche également la ville de San Francisco.
Plusieurs raisons expliquent ceci :
- la crise des subprimes et à sa suite, la crise de 2008, ont — entre autres dégâts socio-économiques — engendré une hausse spectaculaire du surendettement des ménages, et du nombre de maisons saisies dans le pays ;
- au début des années 2010, un nouveau type d'entreprises financières a alors émergé, profitant de cette « manne ». Elles ont adapté au secteur de l'immobiliser un business model créé par Donald Mullen et Curtis Schade (cofondateurs de Progress Residential et Pretium Partners). Ce modèle s'inspire du Big Short (que l'on peut traduire par « grande vente à découvert) mis en œuvre par Mullen et quelques autres cadres supérieurs de la banque d'investissement Goldman Sachs ; quand ils ont vu que le secteur immobilier privé aux États-Unis allait inéluctablement s'effondrer, ils ont misé sur cet effondrement, en pariant contre les hypothèques titrisées. En 2012 Mullen avait déjà réuni de gros investisseurs, permettant à son entreprise d'acheter à bas prix des centaines puis des dizaines de milliers de maisons saisies, dans des zones immobilièrement attractives. Ces maisons ont ensuite été mises en location, alors que des millions d'Américains cherchaient à en louer car ils sont devenus trop pauvres ou sont déjà trop endettés et/ou ne pouvant pas obtenir de prêts sur hypothèque pour en acheter. Les nouveaux très grands propriétaires ont ainsi pu louer leurs dizaines de milliers de maisons, à leurs conditions (souvent très restrictives), en en expulsant rapidement les mauvais payeurs, entretenant ainsi un nouveau marché captif et très lucratif de la location. Dans le contexte libéral et dérégulé des États-Unis, ils ont ensuite pu faire régulièrement monter les loyers[39], ce qui, combiné au manque de lois protégeant dans ce pays les locataires contre les propriétaires, accroît encore le nombre de sans-abri[40].

### Royaume-Uni
Le nombre de personnes sans domicile fixe à Londres a augmenté de 169 % entre 2010 et 2019.

### Espagne
Selon l'association Caritas, il y avait en 2018 plus de 40 000 personnes sans-abri en Espagne.

### Italie
Selon une enquête de l'ISTAT, il y avait en 2015 plus de 50 000 sans-abri en Italie ; 85 % d'entre eux étaient des hommes, 58 % étaient étrangers (principalement Tunisiens, Albanais et Roumains), et vivaient principalement dans le nord du pays.

### Japon
Le nombre de sans domicile fixe au Japon a fortement augmenté depuis les années 1990 et la décennie perdue ayant suivi l'éclatement de la bulle spéculative japonaise.
En 2003, lors de la première étude le Japon avait officiellement 25 296 sans-abri, le nombre est en diminution depuis. En janvier 2009, le Japon n'avait officiellement plus que 15 759 sans-abri.
La préfecture d'Ōsaka a le plus de sans-abri : 4 302, suivie par Tōkyō avec 3 428, Kanagawa avec 1 804 et Fukuoka avec 1 237.
Il n'y aurait que 800 places d'accueil à Tokyo, auxquelles sont ajoutés vingt-cinq lits d'urgence en hiver. Tokyo a lancé en 2004 une politique de réinsertion en proposant aux SDF de les placer pendant deux ans dans des logements à 3 000 yens par mois (environ 20 euros), pris en charge quasi totalement. Ayant une adresse, les anciens sans-abri peuvent chercher et trouver un emploi stable : ils sont 1 800 à avoir profité de ce programme en 2009.

### Chine
En 2011, les personnes sans-abri en Chine étaient 2 410 000, dont 200 000 mineurs.

### Inde
Il y avait 1 770 000 personnes sans-abri en Inde en 2011 ; l'Uttar Pradesh comptait la plus forte proportion de sans-abri du pays, suivis du Maharashtra et du Rajasthan.

### Russie
Les ONG estiment qu'entre 50 000 et 100 000 personnes étaient sans-abri à Moscou en 2019.

### Turquie
70 000 personnes étaient sans-abri en Turquie en 2020, dont 10 000 à Istanbul.

### Colombie
Des sans-abri sont victimes d'opérations de « nettoyage social » opérés par des groupes paramilitaires. La police collaborerait à ces assassinats dans certaines villes.

### Brésil
Le nombre de personnes sans-abri à São Paulo a augmenté de 60 % entre 2016 et 2020. La suppression de certaines aides sociales, telles que la Bolsa Familia, semble avoir favorisé l'augmentation de l'extrême pauvreté.

### Afrique du Sud
Selon une estimation du Human Sciences Resource Center, l'Afrique du Sud comptait en 2015 environ 200 000 personnes sans-abri.

### Pays en développement
D'après l'ONU, le changement climatique pourrait laisser 140 millions de personnes sans abri dans les pays en développement d'ici 2050.

### Représentation artistique
Des peintres russes, ukrainiens dont les Ambulants avaient décidé de ne pas se cantonner aux palais et aux églises mais de représenter le peuple tel qu'on pouvait le rencontrer dans la vie quotidienne (cf. ci-dessus l'œuvre de Nikolaï Skadovski.)

### Études
- Horenbeek Bernard, Diogènes. Rapport d'activités 1995 : un an de travail de rue au service des sans-abri, 1996.
- Vivianne Châtel (éd.), L'inexistence sociale. Essai sur le déni de l'autre, Academic Press Fribourg.
- Michel Collard, Colette Gambiez, Quand l'exclu devient l'élu. Vie partagée avec les sans-abris, Fayard, 1998.
- Yann Benoist, Sans-logis de Paris à Nanterre, L'Harmattan, Paris, 2009.
- Yann Benoist, Les sans-logis face à l'ethnocentrisme médical, L'Harmattan, 2009.
- Julien Damon, Vagabondage et mendicité, Flammarion, 1998.
- Julien Damon, « Jack London et George Orwell chez les sans-abri », Études, novembre 2002, 475-485.
- Julien Damon, L'exclusion, PUF, coll. QSJ?, 2008.
- Patrick Declerck, Les naufragés. Avec les clochards de Paris, Plon, coll. Terre Humaine, 2001.  (ISBN 978-2266129893)
- Patrick Declerck, Le sang nouveau est arrivé, l'horreur SDF, folio 2007  (ISBN 978-2070342976)
- Sylvie Quesemand Zucca, Je vous salis ma rue, clinique de la désocialisation, Édition Stock 2007  (ISBN 978-2234059993)
- Nathalie Fontaine-Pham, Paris, si tu me vois - Par ici, tu me vois? Ou l'image des Sans Domicile Fixe dans la Ville, éd. ENSAPB, 2007.
- Liliane Gabel, Si l'exclusion m'était contée, éd. Les points sur les i, 2007.
- Liliane Gabel, Les coulisses du village de l'espoir, éd. Les points sur les i, 2008.
- Patrick Gaboriau et Daniel Terrolle, Ethnologie des sans-logis, Paris, L'Harmattan, 2003.
- Patrick Gaboriau et Daniel Terrolle, SDF : critique du prêt-à-penser, Privat, 2007.  (ISBN 978-2708944329)
- Patrick Gaboriau, La civilisation du trottoir, suivi de Dialogue avec Didier, Austral, 1995  (ISBN 978-2841120093)
- Patrick Gaboriau, Clochard. L'univers d'un groupe de sans-abri parisiens, Paris, Julliard, 1993
- Claudia Girola, « Une anthropologie réflexive : la rencontre avec les sans-abri », Politix n° 34 (« L'exclusion »), sept. 1996, 87-98.
- Claudia Girola, « SDF à Nanterre : des hommes ni d'ici ni d'ailleurs. Chronique d'une construction discursive de l'extraterritorialité », in Anne Gotman (dir.), Villes et hospitalité. Les municipalités et leurs « étrangers », éd. Maison des sciences de l'homme, 2004, 237-260.
- Claudia Girola, « Le temps et l'espace : deux termes indissociables pour la compréhension des pratiques identitaires des personnes sans-abri », in Danielle Ballet (dir.), Les SDF, visibles, proches, citoyens, PUF, 2005, 65-78.
- Claudia Girola, « Toute cette vie est une lutte pour rester dedans. Fragment d'une ethnographie réflexive », in IDÉES n° 143, dossier « L'approche ethnographique », mars 2006, 24-31.
- Claudia Girola, De l'homme liminaire à la personne sociale. La lutte quotidienne des sans abri, Lille : ANRT, 2009.
- L'Histoire, janvier 2010, numéro spécial : « Les pauvres, de Job à Martin Hirsch » (avec les contributions de Jacques Marseille, Pierre Rosanvallon, Sylvie Brunel…)
- InVS, Les inégalités sociales de santé en France en 2006 : éléments de l'état des lieux, BEH du 23/01/2007.
- Marie-Thérèse Join-Lambert, Une enquête d'exception Sans-abri sans-domicile : des interrogations renouvelées, Insee Économie et Statistique, 2006.
- Anne Calife, Conte d'asphalte, Albin Michel, 2007.
- René Lenoir, Les Exclus, 1974.
- Collectif Les Morts de la rue, À la rue !, Buchet-Chastel, 2005  (ISBN 9782283020548 et 2283020549).
- Jean Maisondieu, La Fabrique des exclus, Bayard, 1997.
- Maryse Marpsat, Jean-Marie Firdion et Monique Meron, « Le passé difficile des jeunes sans domicile », Population et Sociétés, n° 363, 2000, 1-4.
- Maryse Marpsat, « L'enquête de l'INSEE sur les sans-domicile : quelques éléments historiques », Courrier des statistiques, n°123, janvier-avril 2008, p. 53–64.
- Pascal Noblet, Pourquoi les SDF restent dans la rue ?, La Tour-d'Aigues, éditions de l'aube, 2010, 224 p. (ISBN 978-2-8159-0041-6).
- Amandine Plancade, Vivre dans la rue à Nice, Cuisine et récupération alimentaire, L'Harmattan, 2014.
- Michalot T. Simeone A, « L'alcoolisation apparente : un critère d'exclusion pour l'admission en CHRS d'insertion ? », Pensée Plurielle N°23, 2010
- Louis Paulian, Paris qui mendie. Mal et remède, éd. Paul Ollendorff, 1893.
- Hubert Prolongeau, Sans Domicile Fixe, Hachette Pluriel, 1993.
- Stéphane Rullac, SDF : une trilogie, L'harmattan, 2015.
- Lionel Thelen, Le sans-abrisme en Belgique, en France et au Portugal : de la nudité sociale à la versatilité du Soi, Florence, Institut Universitaire Européen, 2002.
- Lionel Thelen, « Sociologie du sans-abrisme », DSS-DGW, 2003-2004.
- Lionel Thelen, L'Exil de soi. Sans-abri d'ici et d'ailleurs, Publ. des Facultés universitaires Saint-Louis, 2006.
- Loïc Wacquant, Parias urbains. Ghetto, banlieues, État, La Découverte, 2006.
- Alexandre Vexliard, Le clochard, étude de psychologie sociale Desclée de Brouwer 1957
- J.-P. Tabin, R. Knüsel et C. Ansermet, Lutter contre les pauvres. Les politiques face à la mendicité dans le canton de Vaud, Lausanne, Éditions d'en bas, 2014.

### Témoignages
- Bolek, Je voulais pas crever, 2009.
- Elsie, Viens chez moi, j'habite dehors : un carnet de voyage chez les sans-abri, Albin Michel, 1994.
- Fabrice, Le temps d'ouvrir les yeux, Le Grand Souffle Éditions, 2006 : Témoignage d'un SDF de 25 ans.
- Sébastien Godefroy (photographe), La Maraude : c'est pour cela que tout homme est né…, collection Citadelle, éditions Volodalen, Chaveria (Jura), 2007, 150 pages, photographies légendées d'anciennes paroles de l'Abbé Pierre.
- Patrick Henry & Marie-Pierre Borde, La Vie pour rien, R. Laffont, 1997 : Un médecin raconte son travail à Nanterre dans un centre de soins réservé aux SDF.
- Jack London, Le Peuple d'en bas, 1903.
- George Orwell, Dans la dèche à Paris et à Londres, trad. de Michel Petris, 10/18 Poche.
- Lydia Perreal, J'ai vingt ans et je couche dehors. Le combat quotidien d'une jeune SDF, Jean-Claude Lattès, 1995, rééd. J'ai lu n°4309, 2002.
- Tonino Serafini, « Pour les sans-abri, l'hiver commence aujourd'hui », Libération, 01/11/2004.
- Tonino Serafini, « Dans la rue, l'espérance de vie ne dépasse pas la cinquantaine », Libération, 15/12/2005.
- Antoine Silber et Rahmatou Keita, SDF-Sans domicile fixe, Jean-Claude Lattès, 1994.
- La vie de Thierry G. d'après les 450 pages manuscrites retrouvées à sa mort : « Le copain d'avant », un film documentaire de Françoise-Renée Jamet et Laurent Marocco. Coproduction: Bonobo Productions - France Télévisions/France 3 Picardie 2013.

### Fiction
- Jean-Claude Izzo, Le Soleil des mourants, Flammarion, 1999
- Pascal Rabaté et Alain Kokor, Alexandrin ou l'Art de faire des vers à pieds, roman graphique, Futuropolis, 2017
- Dima Abdallah, Bleu nuit, Sabine Wespieser éditeur, 2022

## Filmographie
- Jean Renoir, Boudu sauvé des eaux, France, 1932.
- Agnès Varda, Sans toit ni loi, France, 1985.
- Denis Amar, Hiver 54, l'abbé Pierre, France, 1989.
- Leos Carax, Les Amants du Pont-Neuf, France, 1991.
- Gérard Jugnot, Une époque formidable…, France, 1991.
- Denys Arcand, Joyeux calvaire, Canada, 1996.
- Alejandro González Iñárritu, Amours chiennes, Mexique, 2000.
- Nabil Ayouch, Ali Zaoua prince de la rue, Maroc, 2000
- Gérard Jugnot, Boudu, France, 2005.
- Valérie Minetto, Oublier Cheyenne, France, 2006.
- Albert Dupontel, Enfermés dehors, France, 2006.
- Pierre Schoeller, Versailles, France, 2008.
- Joe Wright, Le Soliste, États-Unis, 2009.
- Zabou Breitman, No et moi (d'après le livre de Delphine de Vigan No et Moi), France, 2010.